# Livio Lorenzon
Livio Lorenzon (6 de mayo de 1923 – 23 de diciembre de 1971) fue un actor cinematográfico y televisivo de nacionalidad italiana. 

## Biografía
Nació en Trieste (Italia), y era hermano del también actor Gianni Solaro. Antes de trabajar en el mundo del espectáculo, hizo un poco de todo. Trabajó en la reforestación del Carso, fue transportista portuario y aceptó otros varios trabajos hasta ser contratado por Radio Trieste, donde se hizo popular por participar en canciones de carácter burlesco interpretando personajes de género macchietta. 
Comenzó su actividad como actor con el pseudónimo de Elio Ardan, participando en 1951, en su ciudad natal, en el rodaje del film Ombre su Trieste. Su fama quedó ligada a películas de género en las cuales su cabeza rapada y la sonrisa satánica lo convirtieron en el malvado por excelencia. Fue famosísima su frase «los buenos sentimientos siempre me han enfermado», pronunciada interpretando al pérfido pretoriano Mansurio en Ercole contro Roma.
Lorenzon también fue activo en la comedia y en la televisión, siendo dirigido para la RAI por Anton Giulio Majano (Una tragedia americana, en 1962), Guglielmo Morandi y Daniele D'Anza (Giocando a golf una mattina, 1969).
Livio Lorenzon falleció en diciembre de 1971 en Latisana (Italia), tras una larga estancia hospitalaria como consecuencia de una cirrosis hepática. 

## Filmografía

### Actor de voz
A lo largo de su carrera, Lorenzon dio voz a los siguientes actores:
Giampiero Albertini, Mario Bardella, Giorgio Capecchi, Andrea Checchi, Emilio Cigoli, Mario Feliciani, Mario Ferrari, Aldo Giuffré, Alberto Lupo, Gastone Moschin, Mario Pisu, Sergio Rossi, Vittorio Sanipoli, Leonardo Severini, Alessandro Sperlì y Renato Turi.

## Televisión
- 1958 : La foresta pietrificata, de Robert E. Sherwood, dirección de Carlo Ludovico Bragaglia
- 1958 : Romeo Bar, de Guglielmo Giannini, dirección de Anton Giulio Majano
- 1962 : Ore disperate, dirección de Anton Giulio Majano
- 1962 : Una tragedia americana, dirección de Anton Giulio Majano